# Wellwater Conspiracy
I Wellwater Conspiracy sono un gruppo musicale alternative rock formatosi a Seattle, Washington, nel 1997.
La formazione comprende Matt Cameron e John McBain, a cui spesso si aggiungono altri musicisti, molti dei quali sono amici tra di loro. Tra i contributori più famosi ci sono il tastierista Glenn Slater del gruppo folk rock The Walkabouts, Kim Thayil e Ben Shepherd dei Soundgarden, Eddie Vedder dei Pearl Jam e Josh Homme dei Queens of the Stone Age e dei Kyuss.

## Formazione
- Matt Cameron
- John McBain

## Discografia
- 1997 - Declaration of Conformity
- 1999 - Brotherhood of Electric: Operational Directives
- 2001 - The Scroll and Its Combinations
- 2003 - Wellwater Conspiracy